# 沙瓦尼亚克 (康塔尔省)
沙瓦尼亚克（法語：Chavagnac，發音：[ʃavaɲak]）是法国康塔尔省的一个市镇，位于该省中东部，属于圣弗卢尔区。沙瓦尼亚克曾于2016年12月1日与邻近的4个市镇合并为新市镇讷萨格昂皮纳泰勒，成为了讷萨格昂皮纳泰勒的委派市镇。2025年1月1日，讷萨格昂皮纳泰勒拆分回原来的5个市镇，沙瓦尼亚克重新成为独立市镇。

## 地理
沙瓦尼亚克（45°9'13"N, 2°52'55"E）面积16.58 平方千米，位于法国奥弗涅-罗讷-阿尔卑斯大区康塔爾省，该省份为法国中南部省份，位于法國中央高原中心，北起科雷兹省、上盧瓦爾省和多姆山省，西接洛特省和科雷兹省，南至阿韦龙省和洛特省，东临上盧瓦爾省和洛泽尔省。
与沙瓦尼亚克接壤的市镇（或旧市镇、城区）包括：迪耶讷、韦尔诺勒、米拉、维拉尔格、沙利纳尔格。
沙瓦尼亚克的时区为UTC+01:00、UTC+02:00（夏令时）。

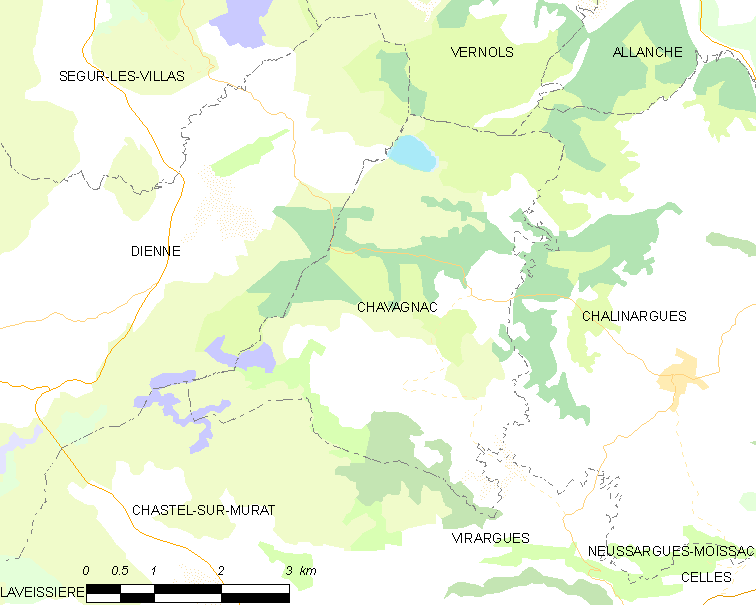
沙瓦尼亚克的OSM定位图

## 行政
沙瓦尼亚克的邮政编码为15300，INSEE市镇编码为15047。

## 政治
沙瓦尼亚克所属的省级选区为米拉县。

## 人口

1962-2008年间沙瓦尼亚克人口变化图示

沙瓦尼亚克于2022年1月1日时的人口数量为91人。